# Val Cairasca
La Val Cairasca è una valle alpina situata nelle Alpi Lepontine, nella regione dell'Ossola, in provincia del Verbano-Cusio-Ossola. 

## Geografia fisica
La Val Cairasca è una valle laterale sinistra della Val Divedro. È attraversata dal torrente Cairasca che nasce nella piana dell'Alpe Veglia dalla confluenza di 6 torrenti originati dai ghiacciai circostanti. Dopo un tratto incassato e roccioso (la Forra del Groppallo) la valle si allarga nella Piana di Nembro, confluendo poi nella valle del Diveria a Varzo.

## Geografia antropica
Il principale centro abitato della vallata è San Domenico di Varzo, sede di una stazione sciistica.

## Principali monti
Escludendo le cime che circondano la piana dell'Alpe Veglia i principali monti della val Cairasca sono:

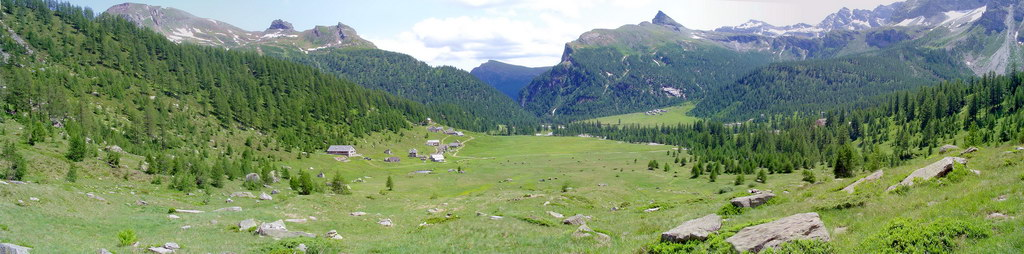
Panoramica dell'Alpe Veglia

- Pizzo Diei (2906 m),
- Monte Cistella (2880 m).
- Monte Teggiolo (2385 m).